# Renny Quow
Renny Quow (né le 25 août 1987 à Tobago) est un athlète trinidadien spécialiste du 400 mètres.

## Biographie
En 2006, Renny Quow remporte la finale du 400 mètres des Championnats du monde junior de Pékin en 45 s 74. Éliminé dès les séries aux Mondiaux d'Osaka 2007, il termine septième des Jeux olympiques d'été de 2008 en établissant en 44 s 82 la meilleure performance de sa carrière sur 400 m. En 2009, le Trinidadien remporte le 400 m du Meeting d'Oslo, deuxième étape de la Golden League 2009 avec le temps de 45 s 18. 
Après avoir amélioré une première fois son record personnel (44 s 53) en demi-finale des Championnats du monde de Berlin, il se classe troisième de la finale en 45 s 02 derrière les Américains LaShawn Merritt et Jeremy Wariner.
Il remporte la médaille de bronze du relais 4 × 400 mètres lors des Championnats du monde en salle 2012, à Istanbul, aux côtés de ses compatriotes Lalonde Gordon, Jereem Richards et Jarrin Solomon. L'équipe de Trinité-et-Tobago, qui établit un nouveau record national en 3 min 06 s 85, s'incline face au Royaume-Uni et aux États-Unis.

## Palmarès
| Date | Compétition                              | Lieu                 | Résultat | Epreuve   | Temps                    |
| ---- | ---------------------------------------- | -------------------- | -------- | --------- | ------------------------ |
| 2005 | Championnats d'Am. cent. et des Caraïbes | Nassau               | 2e       | 4 × 400 m | 3 min 01 s 43            |
| 2006 | Jeux d'Amérique centrale et des Caraïbes | Carthagène des Indes | 2e       | 4 × 400 m | 3 min 02 s 65            |
| 2006 | Championnats du monde juniors            | Pékin                | 1er      | 400 m     | 45 s 74                  |
| 2008 | Championnats d'Am. cent. et des Caraïbes | Cali                 | 1er      | 400 m     | 45 s 27                  |
| 2008 | Championnats d'Am. cent. et des Caraïbes | Cali                 | 3e       | 4 × 400 m | 3 min 04 s 12            |
| 2008 | Jeux olympiques                          | Pékin                | 7e       | 400 m     | 45 s 22                  |
| 2009 | Championnats du monde                    | Berlin               | 3e       | 400 m     | 45 s 02                  |
| 2011 | Championnats d'Am. cent. et des Caraïbes | Mayagüez             | 1er      | 400 m     | 45 s 44                  |
| 2011 | Championnats d'Am. cent. et des Caraïbes | Mayagüez             | 2e       | 4 × 400 m | 3 min 01 s 65            |
| 2012 | Championnats du monde en salle           | Istanbul             | 3e       | 4 × 400 m | 3 min 06 s 85            |
| 2013 | Championnats d'Am. cent. et des Caraïbes | Morelia              | 1er      | 4 × 400 m | 3 min 2 s 19             |
| 2014 | Relais mondiaux de l'IAAF                | Nassau               | 3e       | 4 × 400 m | 2 min 58 s 34            |
| 2014 | Jeux du Commonwealth                     | Glasgow              | 3e       | 4 × 400 m | 3 min 1 s 51             |
| 2015 | Relais mondiaux de l'IAAF                | Nassau               | 7e       | 4 × 400 m | 3 min 03 s 10            |
| 2015 | Jeux panaméricains                       | Toronto              | 1er      | 4 × 400 m | 2 min 59 s 60            |
| 2015 | Championnats du monde                    | Pékin                | 2e       | 4 × 400 m | 2 min 58 s 20            |
| 2017 | Relais mondiaux de l'IAAF                | Nassau               | 4e       | 4 × 400 m | 3 min 03 s 17            |
| 2017 | Championnats du monde                    | Londres              | 1er      | 4 × 400 m | Participation aux séries |
| 2018 | Championnats du monde en salle           | Birmingham           | 4e       | 4 × 400 m | 3 min 02 s 52            |
| 2023 | Jeux d'Amérique centrale et des Caraïbes | San Salvador         | 1er      | 4 × 400 m | 3 min 01 s 99            |

## Records personnels
| Épreuve | Performance | Lieu    | Date         |
| ------- | ----------- | ------- | ------------ |
| 200 m   | 20 s 39     | Lubbock | 3 mai 2014   |
| 400 m   | 44 s 53     | Berlin  | 19 août 2009 |